# Cortes (Ancien régime)
Ne doit pas être confondu avec Cortes Generales espagnoles.
Pour les articles homonymes, voir Cortes.

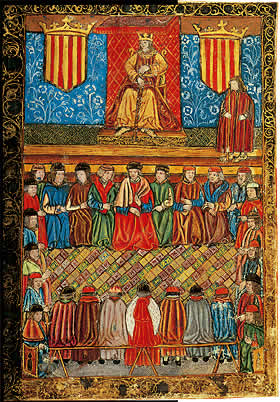
Cortes générale d'Aragon, image tirée d'un incunable du XVe siècle.

Dans les pays de la péninsule Ibérique (Espagne et Portugal), les Cortes ou Cortès sont les assemblées des états et royaumes, de même qu'il y a des Cortes de Castille, d'Aragon, de Catalogne, de Valence, etc. Elles sont convoquées par le roi.
Au Moyen Âge, on trouve les Cortes de León réunies par le roi Alphonse IX dans le cloître de la basilique de San Isidoro de León avec des représentants des trois états, la noblesse, le clergé et les représentants des villes. Elles sont considérées comme l'un des premiers parlements en Europe.
En Castille, dès le début de l'ère moderne, les Cortes ne réunissent plus que des représentants (procuradores) de 18 villes du royaume, chargés d'accorder la levée des impôts. En Aragon, ce sont les Cortes qui reçoivent du roi le serment de respect des fueros et qui le reconnaissent ensuite comme leur souverain.